# 1405
Portal Geschichte | Portal Biografien | Aktuelle Ereignisse | Jahreskalender | Tagesartikel

◄ |
14. Jahrhundert |
15. Jahrhundert
| 16. Jahrhundert | ►

◄ |
1370er |
1380er |
1390er |
1400er
| 1410er | 1420er | 1430er | ►

◄◄ |
◄ |
1401 |
1402 |
1403 |
1404 |
1405
| 1406 | 1407 | 1408 | 1409 | ► | ►►
Staatsoberhäupter  · Nekrolog   · Musikjahr
| Januar | Januar | Januar | Januar | Januar | Januar | Januar | Januar |
| Kw     | Mo     | Di     | Mi     | Do     | Fr     | Sa     | So     |
| ------ | ------ | ------ | ------ | ------ | ------ | ------ | ------ |
| 1      |        |        |        | 1      | 2      | 3      | 4      |
| 2      | 5      | 6      | 7      | 8      | 9      | 10     | 11     |
| 3      | 12     | 13     | 14     | 15     | 16     | 17     | 18     |
| 4      | 19     | 20     | 21     | 22     | 23     | 24     | 25     |
| 5      | 26     | 27     | 28     | 29     | 30     | 31     |        |

| Februar | Februar | Februar | Februar | Februar | Februar | Februar | Februar |
| Kw      | Mo      | Di      | Mi      | Do      | Fr      | Sa      | So      |
| ------- | ------- | ------- | ------- | ------- | ------- | ------- | ------- |
| 5       |         |         |         |         |         |         | 1       |
| 6       | 2       | 3       | 4       | 5       | 6       | 7       | 8       |
| 7       | 9       | 10      | 11      | 12      | 13      | 14      | 15      |
| 8       | 16      | 17      | 18      | 19      | 20      | 21      | 22      |
| 9       | 23      | 24      | 25      | 26      | 27      | 28      |         |

| März | März | März | März | März | März | März | März |
| Kw   | Mo   | Di   | Mi   | Do   | Fr   | Sa   | So   |
| ---- | ---- | ---- | ---- | ---- | ---- | ---- | ---- |
| 9    |      |      |      |      |      |      | 1    |
| 10   | 2    | 3    | 4    | 5    | 6    | 7    | 8    |
| 11   | 9    | 10   | 11   | 12   | 13   | 14   | 15   |
| 12   | 16   | 17   | 18   | 19   | 20   | 21   | 22   |
| 13   | 23   | 24   | 25   | 26   | 27   | 28   | 29   |
| 14   | 30   | 31   |      |      |      |      |      |

| April | April | April | April | April | April | April | April |
| Kw    | Mo    | Di    | Mi    | Do    | Fr    | Sa    | So    |
| ----- | ----- | ----- | ----- | ----- | ----- | ----- | ----- |
| 14    |       |       | 1     | 2     | 3     | 4     | 5     |
| 15    | 6     | 7     | 8     | 9     | 10    | 11    | 12    |
| 16    | 13    | 14    | 15    | 16    | 17    | 18    | 19    |
| 17    | 20    | 21    | 22    | 23    | 24    | 25    | 26    |
| 18    | 27    | 28    | 29    | 30    |       |       |       |

| Mai | Mai | Mai | Mai | Mai | Mai | Mai | Mai |
| Kw  | Mo  | Di  | Mi  | Do  | Fr  | Sa  | So  |
| --- | --- | --- | --- | --- | --- | --- | --- |
| 18  |     |     |     |     | 1   | 2   | 3   |
| 19  | 4   | 5   | 6   | 7   | 8   | 9   | 10  |
| 20  | 11  | 12  | 13  | 14  | 15  | 16  | 17  |
| 21  | 18  | 19  | 20  | 21  | 22  | 23  | 24  |
| 22  | 25  | 26  | 27  | 28  | 29  | 30  | 31  |

| Juni | Juni | Juni | Juni | Juni | Juni | Juni | Juni |
| Kw   | Mo   | Di   | Mi   | Do   | Fr   | Sa   | So   |
| ---- | ---- | ---- | ---- | ---- | ---- | ---- | ---- |
| 23   | 1    | 2    | 3    | 4    | 5    | 6    | 7    |
| 24   | 8    | 9    | 10   | 11   | 12   | 13   | 14   |
| 25   | 15   | 16   | 17   | 18   | 19   | 20   | 21   |
| 26   | 22   | 23   | 24   | 25   | 26   | 27   | 28   |
| 27   | 29   | 30   |      |      |      |      |      |

| Juli | Juli | Juli | Juli | Juli | Juli | Juli | Juli |
| Kw   | Mo   | Di   | Mi   | Do   | Fr   | Sa   | So   |
| ---- | ---- | ---- | ---- | ---- | ---- | ---- | ---- |
| 27   |      |      | 1    | 2    | 3    | 4    | 5    |
| 28   | 6    | 7    | 8    | 9    | 10   | 11   | 12   |
| 29   | 13   | 14   | 15   | 16   | 17   | 18   | 19   |
| 30   | 20   | 21   | 22   | 23   | 24   | 25   | 26   |
| 31   | 27   | 28   | 29   | 30   | 31   |      |      |

| August | August | August | August | August | August | August | August |
| Kw     | Mo     | Di     | Mi     | Do     | Fr     | Sa     | So     |
| ------ | ------ | ------ | ------ | ------ | ------ | ------ | ------ |
| 31     |        |        |        |        |        | 1      | 2      |
| 32     | 3      | 4      | 5      | 6      | 7      | 8      | 9      |
| 33     | 10     | 11     | 12     | 13     | 14     | 15     | 16     |
| 34     | 17     | 18     | 19     | 20     | 21     | 22     | 23     |
| 35     | 24     | 25     | 26     | 27     | 28     | 29     | 30     |
| 36     | 31     |        |        |        |        |        |        |

| September | September | September | September | September | September | September | September |
| Kw        | Mo        | Di        | Mi        | Do        | Fr        | Sa        | So        |
| --------- | --------- | --------- | --------- | --------- | --------- | --------- | --------- |
| 36        |           | 1         | 2         | 3         | 4         | 5         | 6         |
| 37        | 7         | 8         | 9         | 10        | 11        | 12        | 13        |
| 38        | 14        | 15        | 16        | 17        | 18        | 19        | 20        |
| 39        | 21        | 22        | 23        | 24        | 25        | 26        | 27        |
| 40        | 28        | 29        | 30        |           |           |           |           |

| Oktober | Oktober | Oktober | Oktober | Oktober | Oktober | Oktober | Oktober |
| Kw      | Mo      | Di      | Mi      | Do      | Fr      | Sa      | So      |
| ------- | ------- | ------- | ------- | ------- | ------- | ------- | ------- |
| 40      |         |         |         | 1       | 2       | 3       | 4       |
| 41      | 5       | 6       | 7       | 8       | 9       | 10      | 11      |
| 42      | 12      | 13      | 14      | 15      | 16      | 17      | 18      |
| 43      | 19      | 20      | 21      | 22      | 23      | 24      | 25      |
| 44      | 26      | 27      | 28      | 29      | 30      | 31      |         |

| November | November | November | November | November | November | November | November |
| Kw       | Mo       | Di       | Mi       | Do       | Fr       | Sa       | So       |
| -------- | -------- | -------- | -------- | -------- | -------- | -------- | -------- |
| 44       |          |          |          |          |          |          | 1        |
| 45       | 2        | 3        | 4        | 5        | 6        | 7        | 8        |
| 46       | 9        | 10       | 11       | 12       | 13       | 14       | 15       |
| 47       | 16       | 17       | 18       | 19       | 20       | 21       | 22       |
| 48       | 23       | 24       | 25       | 26       | 27       | 28       | 29       |
| 49       | 30       |          |          |          |          |          |          |

| Dezember | Dezember | Dezember | Dezember | Dezember | Dezember | Dezember | Dezember |
| Kw       | Mo       | Di       | Mi       | Do       | Fr       | Sa       | So       |
| -------- | -------- | -------- | -------- | -------- | -------- | -------- | -------- |
| 49       |          | 1        | 2        | 3        | 4        | 5        | 6        |
| 50       | 7        | 8        | 9        | 10       | 11       | 12       | 13       |
| 51       | 14       | 15       | 16       | 17       | 18       | 19       | 20       |
| 52       | 21       | 22       | 23       | 24       | 25       | 26       | 27       |
| 53       | 28       | 29       | 30       | 31       |          |          |          |

| Januar | Januar | Januar | Januar | Januar | Januar | Januar | Januar |
| Kw     | Mo     | Di     | Mi     | Do     | Fr     | Sa     | So     |
| ------ | ------ | ------ | ------ | ------ | ------ | ------ | ------ |
| 1      |        |        |        | 1      | 2      | 3      | 4      |
| 2      | 5      | 6      | 7      | 8      | 9      | 10     | 11     |
| 3      | 12     | 13     | 14     | 15     | 16     | 17     | 18     |
| 4      | 19     | 20     | 21     | 22     | 23     | 24     | 25     |
| 5      | 26     | 27     | 28     | 29     | 30     | 31     |        |

| Februar | Februar | Februar | Februar | Februar | Februar | Februar | Februar |
| Kw      | Mo      | Di      | Mi      | Do      | Fr      | Sa      | So      |
| ------- | ------- | ------- | ------- | ------- | ------- | ------- | ------- |
| 5       |         |         |         |         |         |         | 1       |
| 6       | 2       | 3       | 4       | 5       | 6       | 7       | 8       |
| 7       | 9       | 10      | 11      | 12      | 13      | 14      | 15      |
| 8       | 16      | 17      | 18      | 19      | 20      | 21      | 22      |
| 9       | 23      | 24      | 25      | 26      | 27      | 28      |         |

| März | März | März | März | März | März | März | März |
| Kw   | Mo   | Di   | Mi   | Do   | Fr   | Sa   | So   |
| ---- | ---- | ---- | ---- | ---- | ---- | ---- | ---- |
| 9    |      |      |      |      |      |      | 1    |
| 10   | 2    | 3    | 4    | 5    | 6    | 7    | 8    |
| 11   | 9    | 10   | 11   | 12   | 13   | 14   | 15   |
| 12   | 16   | 17   | 18   | 19   | 20   | 21   | 22   |
| 13   | 23   | 24   | 25   | 26   | 27   | 28   | 29   |
| 14   | 30   | 31   |      |      |      |      |      |

| April | April | April | April | April | April | April | April |
| Kw    | Mo    | Di    | Mi    | Do    | Fr    | Sa    | So    |
| ----- | ----- | ----- | ----- | ----- | ----- | ----- | ----- |
| 14    |       |       | 1     | 2     | 3     | 4     | 5     |
| 15    | 6     | 7     | 8     | 9     | 10    | 11    | 12    |
| 16    | 13    | 14    | 15    | 16    | 17    | 18    | 19    |
| 17    | 20    | 21    | 22    | 23    | 24    | 25    | 26    |
| 18    | 27    | 28    | 29    | 30    |       |       |       |

| Mai | Mai | Mai | Mai | Mai | Mai | Mai | Mai |
| Kw  | Mo  | Di  | Mi  | Do  | Fr  | Sa  | So  |
| --- | --- | --- | --- | --- | --- | --- | --- |
| 18  |     |     |     |     | 1   | 2   | 3   |
| 19  | 4   | 5   | 6   | 7   | 8   | 9   | 10  |
| 20  | 11  | 12  | 13  | 14  | 15  | 16  | 17  |
| 21  | 18  | 19  | 20  | 21  | 22  | 23  | 24  |
| 22  | 25  | 26  | 27  | 28  | 29  | 30  | 31  |

| Juni | Juni | Juni | Juni | Juni | Juni | Juni | Juni |
| Kw   | Mo   | Di   | Mi   | Do   | Fr   | Sa   | So   |
| ---- | ---- | ---- | ---- | ---- | ---- | ---- | ---- |
| 23   | 1    | 2    | 3    | 4    | 5    | 6    | 7    |
| 24   | 8    | 9    | 10   | 11   | 12   | 13   | 14   |
| 25   | 15   | 16   | 17   | 18   | 19   | 20   | 21   |
| 26   | 22   | 23   | 24   | 25   | 26   | 27   | 28   |
| 27   | 29   | 30   |      |      |      |      |      |

| Juli | Juli | Juli | Juli | Juli | Juli | Juli | Juli |
| Kw   | Mo   | Di   | Mi   | Do   | Fr   | Sa   | So   |
| ---- | ---- | ---- | ---- | ---- | ---- | ---- | ---- |
| 27   |      |      | 1    | 2    | 3    | 4    | 5    |
| 28   | 6    | 7    | 8    | 9    | 10   | 11   | 12   |
| 29   | 13   | 14   | 15   | 16   | 17   | 18   | 19   |
| 30   | 20   | 21   | 22   | 23   | 24   | 25   | 26   |
| 31   | 27   | 28   | 29   | 30   | 31   |      |      |

| August | August | August | August | August | August | August | August |
| Kw     | Mo     | Di     | Mi     | Do     | Fr     | Sa     | So     |
| ------ | ------ | ------ | ------ | ------ | ------ | ------ | ------ |
| 31     |        |        |        |        |        | 1      | 2      |
| 32     | 3      | 4      | 5      | 6      | 7      | 8      | 9      |
| 33     | 10     | 11     | 12     | 13     | 14     | 15     | 16     |
| 34     | 17     | 18     | 19     | 20     | 21     | 22     | 23     |
| 35     | 24     | 25     | 26     | 27     | 28     | 29     | 30     |
| 36     | 31     |        |        |        |        |        |        |

| September | September | September | September | September | September | September | September |
| Kw        | Mo        | Di        | Mi        | Do        | Fr        | Sa        | So        |
| --------- | --------- | --------- | --------- | --------- | --------- | --------- | --------- |
| 36        |           | 1         | 2         | 3         | 4         | 5         | 6         |
| 37        | 7         | 8         | 9         | 10        | 11        | 12        | 13        |
| 38        | 14        | 15        | 16        | 17        | 18        | 19        | 20        |
| 39        | 21        | 22        | 23        | 24        | 25        | 26        | 27        |
| 40        | 28        | 29        | 30        |           |           |           |           |

| Oktober | Oktober | Oktober | Oktober | Oktober | Oktober | Oktober | Oktober |
| Kw      | Mo      | Di      | Mi      | Do      | Fr      | Sa      | So      |
| ------- | ------- | ------- | ------- | ------- | ------- | ------- | ------- |
| 40      |         |         |         | 1       | 2       | 3       | 4       |
| 41      | 5       | 6       | 7       | 8       | 9       | 10      | 11      |
| 42      | 12      | 13      | 14      | 15      | 16      | 17      | 18      |
| 43      | 19      | 20      | 21      | 22      | 23      | 24      | 25      |
| 44      | 26      | 27      | 28      | 29      | 30      | 31      |         |

| November | November | November | November | November | November | November | November |
| Kw       | Mo       | Di       | Mi       | Do       | Fr       | Sa       | So       |
| -------- | -------- | -------- | -------- | -------- | -------- | -------- | -------- |
| 44       |          |          |          |          |          |          | 1        |
| 45       | 2        | 3        | 4        | 5        | 6        | 7        | 8        |
| 46       | 9        | 10       | 11       | 12       | 13       | 14       | 15       |
| 47       | 16       | 17       | 18       | 19       | 20       | 21       | 22       |
| 48       | 23       | 24       | 25       | 26       | 27       | 28       | 29       |
| 49       | 30       |          |          |          |          |          |          |

| Dezember | Dezember | Dezember | Dezember | Dezember | Dezember | Dezember | Dezember |
| Kw       | Mo       | Di       | Mi       | Do       | Fr       | Sa       | So       |
| -------- | -------- | -------- | -------- | -------- | -------- | -------- | -------- |
| 49       |          | 1        | 2        | 3        | 4        | 5        | 6        |
| 50       | 7        | 8        | 9        | 10       | 11       | 12       | 13       |
| 51       | 14       | 15       | 16       | 17       | 18       | 19       | 20       |
| 52       | 21       | 22       | 23       | 24       | 25       | 26       | 27       |
| 53       | 28       | 29       | 30       | 31       |          |          |          |

## Ereignisse

### Politik und Weltgeschehen

#### Appenzellerkriege
- 16./17. Juni: Während der Appenzellerkriege kommt es zum Gefecht bei Rotmonten zwischen der mit Appenzell verbündeten Stadt St. Gallen und dem Haus Habsburg. Nach ein paar kleineren Scharmützeln zieht sich Herzog Friedrich IV. von Tirol zurück, um sich den das Rheintal bedrohenden Appenzellern zuzuwenden.
- 17. Juni: In der Schlacht am Stoss siegt das Land Appenzell über Herzog Friedrich IV. von Tirol und Fürstabt Kuno von Stoffeln von St. Gallen. Die Appenzeller überschreiten wenig später den Rhein.
- 15. September: Unter der Führung von St. Gallen und Appenzell wird der Bund ob dem See gegründet. Die Stadt Altstätten sowie die Bauern im Walgau und im Montafon, Bludenz, Rankweil, Lustenau und Feldkirch schließen sich dem Bund an. Sargans, das Widerstand leistet, wird zerstört. Im Süden ziehen die Appenzeller in den nächsten Monaten über das Toggenburg in die Linthebene, im Westen bis in den Thurgau und im Osten über den Arlberg bis nach Tirol.

#### Weitere Ereignisse im Heiligen Römischen Reich

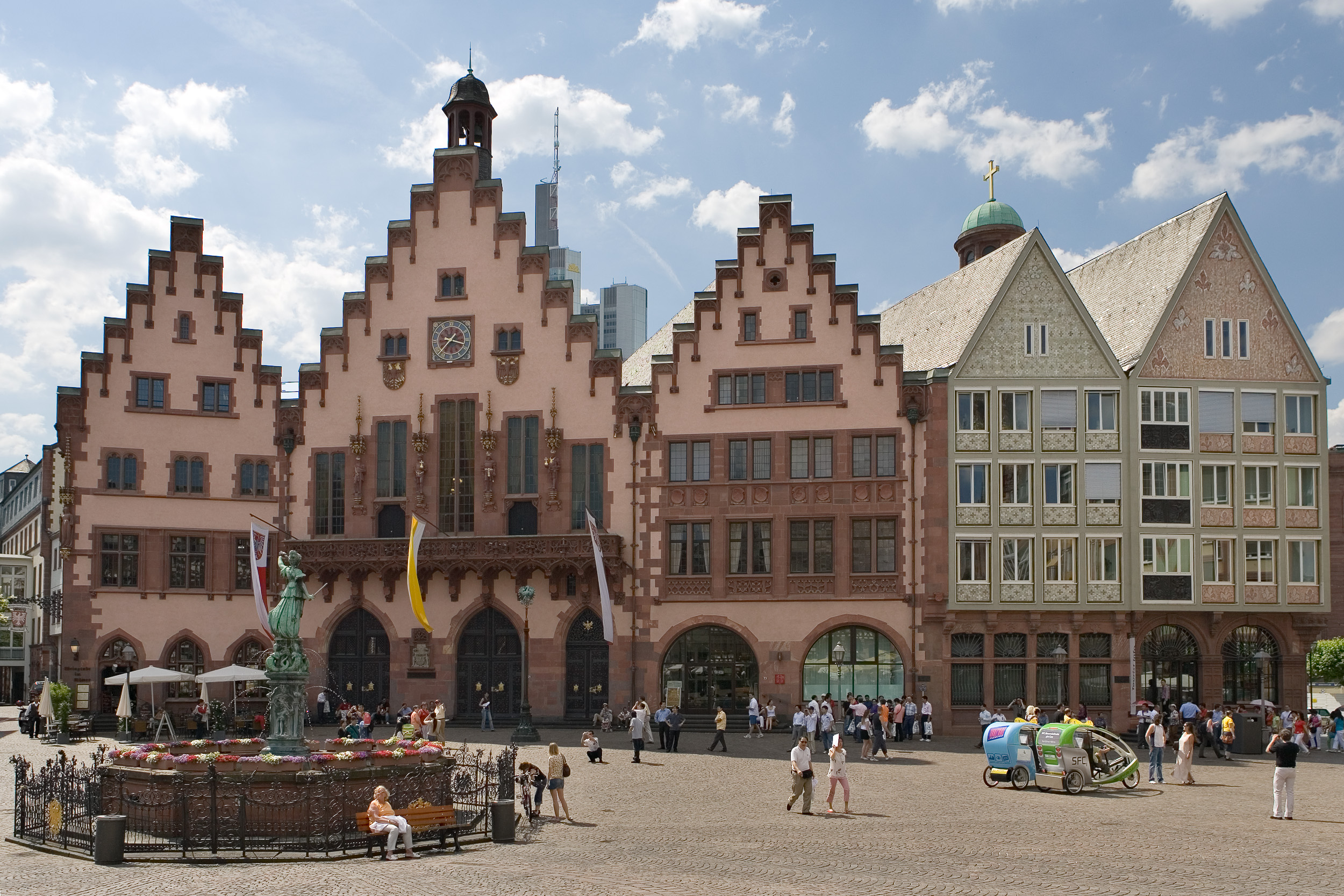
Der Frankfurter Römer

- 11. März: Die Stadt Frankfurt kauft die beiden Gebäude Haus zum Römer und Haus zum Goldenen Schwan und macht sie zum Amtssitz der Stadt.
- 14. September: Im Marbacher Bund vereinen sich Erzbischof und Kurfürst Johann II. von Mainz, Graf Eberhard III. von Württemberg, Markgraf Bernhard I. von Baden und 17 schwäbische Städte, um territorialen Ansprüchen des römisch-deutschen Königs Ruprecht von der Pfalz zu begegnen.
- 24. September: Prokop von Mähren stirbt, ohne Nachkommen zu hinterlassen. Sein Bruder Jobst, mit dem er sich in den letzten Jahren in permanentem Konflikt befand, folgt ihm als Markgraf von Mähren.
- Dezember: König Sigismund von Ungarn aus dem Haus Luxemburg heiratet Barbara von Cilli, Tochter Hermanns II. aus dem Geschlecht der Cillier.

#### Wales/England

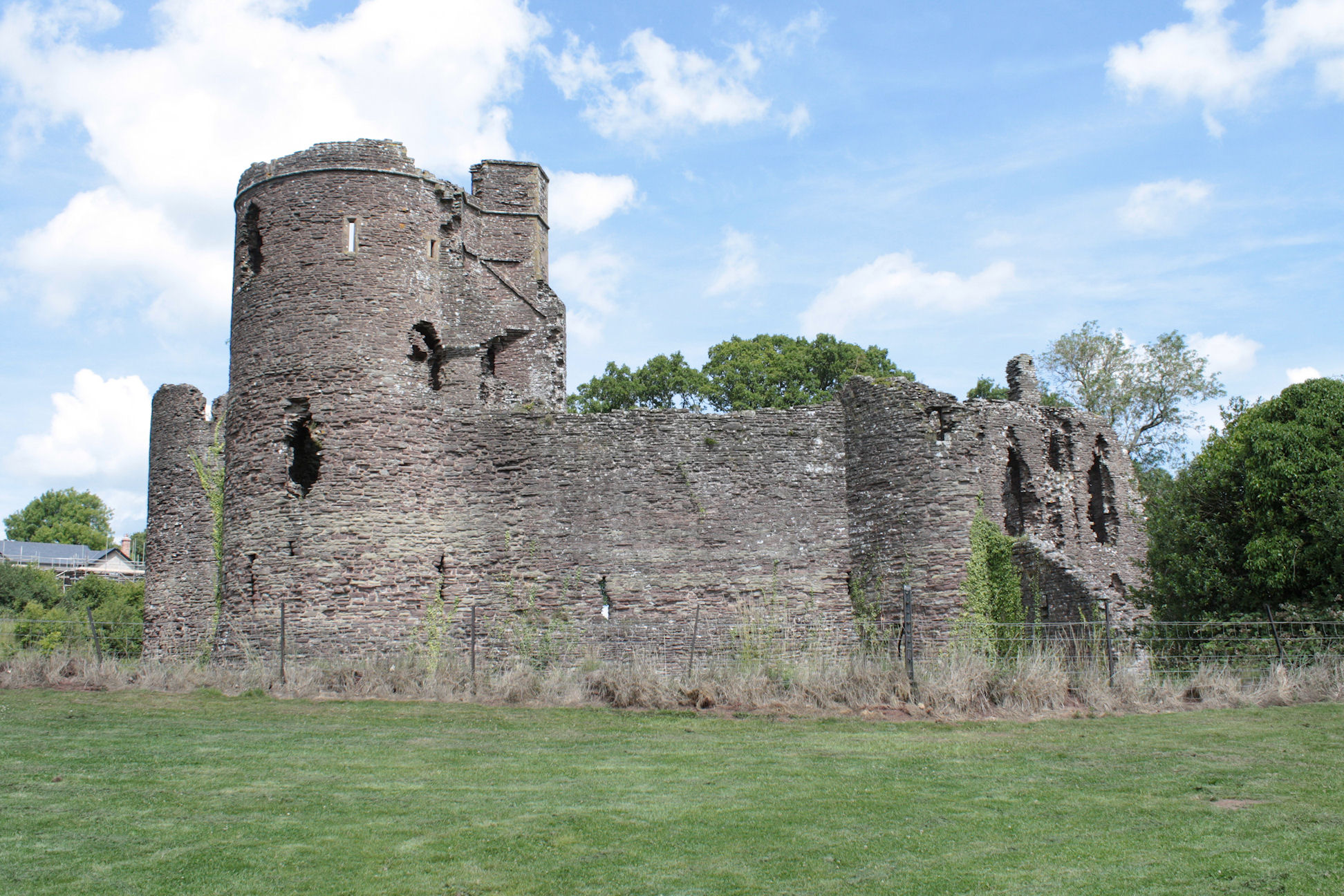
Die Ruine von Grosmont Castle

- März: Die Schlacht bei Grosmont zwischen einem walisischen Heer unter Owain Glyndŵr und einer englischen Armee unter dem Befehl von Prinz Harry of Monmouth während der Belagerung von Grosmont Castle endet mit einer schweren Niederlage der walisischen Belagerer.
- 5. Mai: In der Schlacht von Pwll Melyn erleiden die Waliser eine neuerliche vernichtende Niederlage. Owain Glyndŵrs Bruder Tudur fällt in der Schlacht, während sein Sohn Gruffydd und sein Schwager John Hanmer gefangen genommen und in den Tower of London gebracht werden. Die beiden Schlachten bedeuten zusammen mit dem gescheiterten walisischen Vorstoß nach England im August den Wendepunkt in der Rebellion von Owain Glyndŵr.
- 8. Juni: Richard le Scrope, Erzbischof von York, wird nach der Adelsrebellion der Familie Percy, bei der er eine undurchsichtige Rolle gespielt hat, hingerichtet.

#### Italien
- 6. August: Nach Unruhen in Rom muss Papst Innozenz VII. nach Viterbo fliehen.

#### Asien

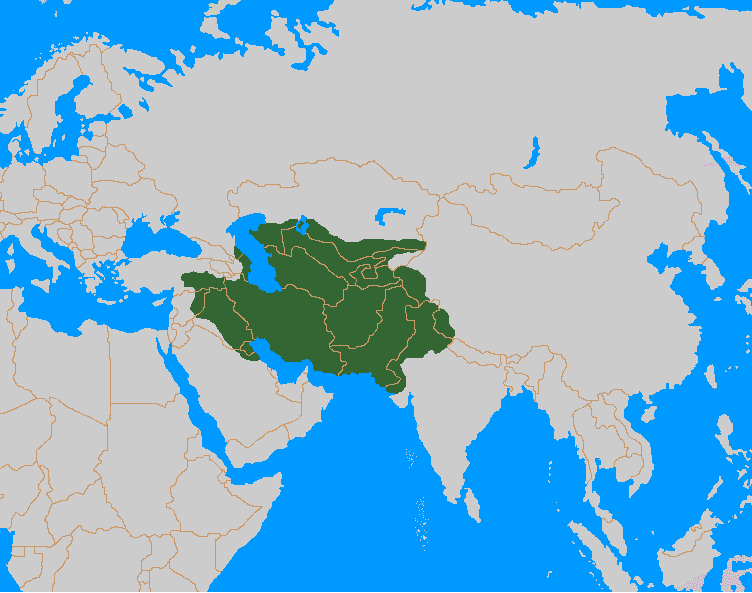
Das Reich Timurs

- Der mongolische Eroberer Timur Lang stirbt auf einem Eroberungsfeldzug gegen das Kaiserreich China der Ming-Dynastie in Otrar bei Tschimkent. Unter seinen Nachfolgern beginnt sein Reich zu zerfallen.

#### Entdeckungs- und Eroberungsfahrten
- Die Kanarische Insel El Hierro wird vom normannischen Abenteurer Jean de Béthencourt im Auftrag Enriques III. von Kastilien erobert.
- Der chinesische Admiral Zheng He bricht mit einer Flotte von 62 Schiffen und 27.800 Mann Besatzung zu seiner ersten Reise auf, die ihn nach Vietnam, Java, Malakka, Sri Lanka und an die Südostküste Indiens führen wird.

### Wirtschaft

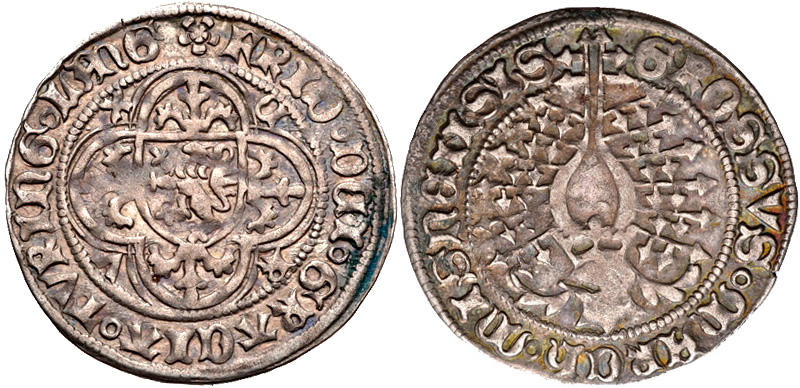
Helmgroschen Markgraf Friedrichs des Streitbaren ohne Jahreszahl (1405–1411) aus der Münzstätte Freiberg

- Sächsische Münzgeschichte#Groschenzeit: In der Markgrafschaft Meißen und der Landgrafschaft Thüringen werden unter Markgraf Friedrich dem Streitbaren und Landgraf Balthasar die ersten guthaltigen Helmgroschen geprägt, nachdem der Feinsilbergehalt in den Groschen in den letzten Jahren heimlich reduziert wurde. Die neuen Groschen werden in der Markgrafschaft Meißen in der Münzstätte Freiberg und in der Landgrafschaft Thüringen in der Münzstätte Sangerhausen geprägt.
- Die Brauereigaststätte Zum Blauen Löwen in Bamberg wird erstmals urkundlich erwähnt.

### Kultur und Gesellschaft

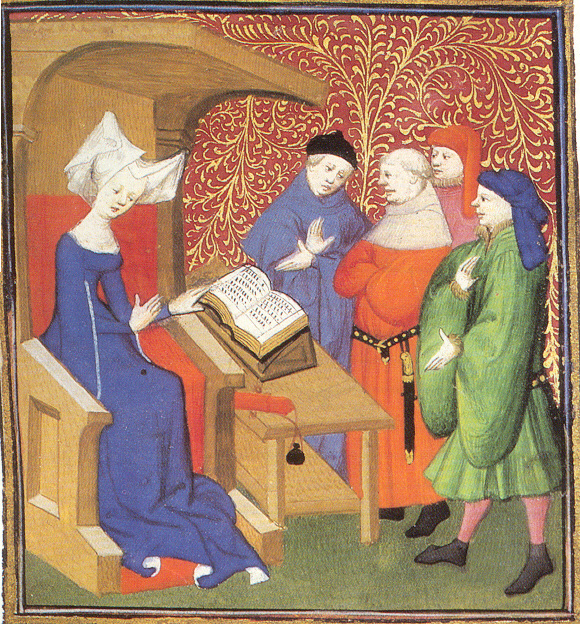
Christine de Pizan liest vor einer Männergruppe

- Die französische Adelige Christine de Pizan verfasst das in drei Teile gegliederte Buch Le Livre de la Cité des Dames, eines der ersten feministischen Werke der Literatur. Christine verfasst es, nachdem sie das frauenfeindliche Buch Lamentationes Matheoli des Geistlichen Matthaeus aus Boulogne-sur-Mer gelesen hat.
- Ein unbekannter Schriftsteller, der vermutlich aus kirchlichen Kreisen stammt, beginnt mit dem Verfassen des Journal d’un bourgeois de Paris.

### Katastrophen

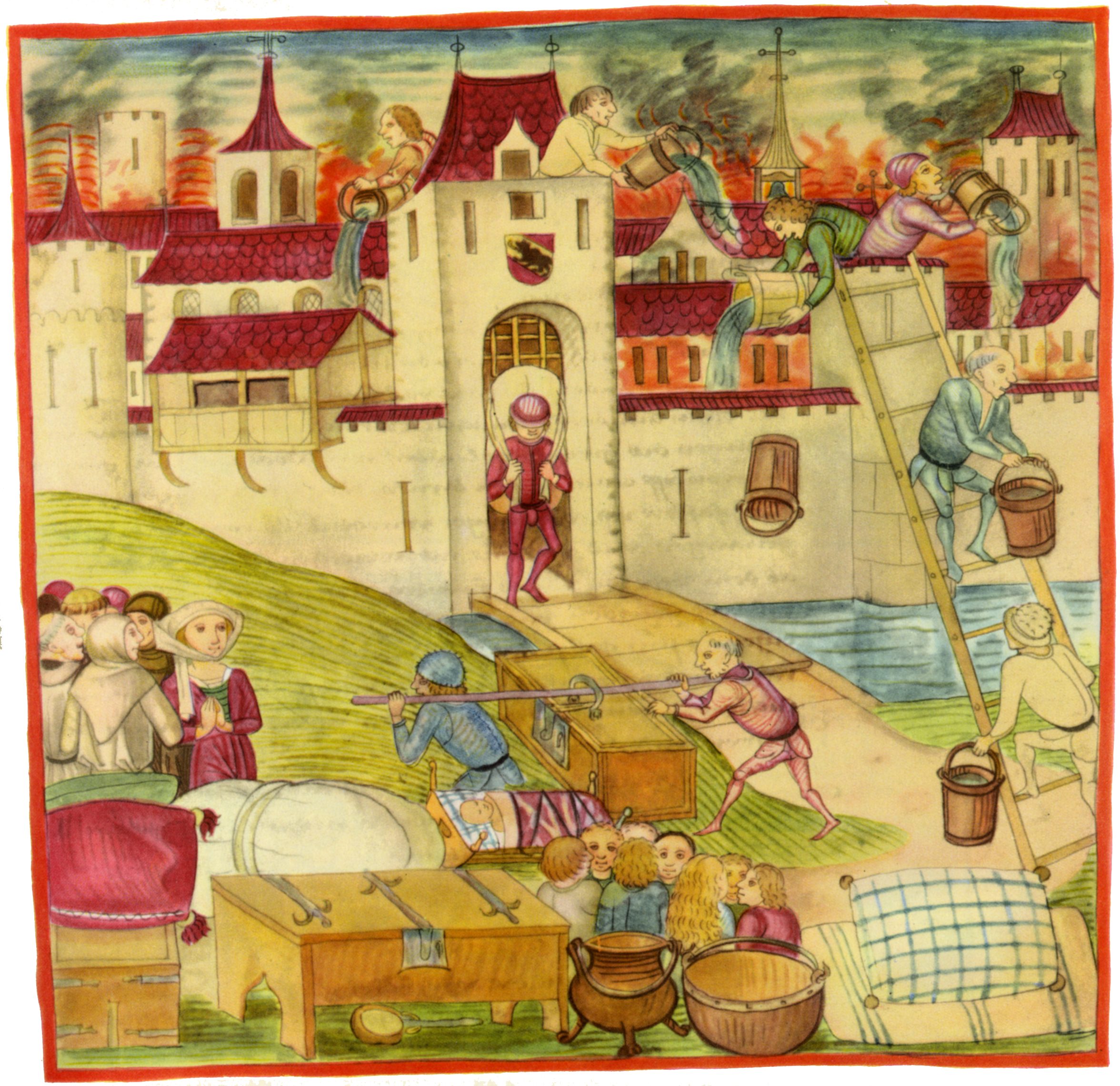
Der Brand von Bern in der Amtlichen Berner Chronik 1478

- 28. April: Bei einem Stadtbrand werden 52 Häuser in der Junkerngasse in Bern zerstört. Am 14. Mai kommt es zu einer weiteren Feuersbrunst, bei der ein Großteil der Berner Altstadt zerstört wird. Rund 600 Häuser brennen ab, mehr als hundert Menschen kommen ums Leben.

## Geboren

### Geburtsdatum gesichert
- 06. März: Johann II., König von Kastilien und León († 1454)
- 06. Mai: Gjergj Kastrioti, genannt Skanderbeg, Fürst des albanischen Fürstentums Kastrioti und albanischer Nationalheld († 1468)
- 18. Oktober: Enea Silvio Piccolomini, unter dem Namen Pius II. Papst († 1464)

### Genaues Geburtsdatum unbekannt
- Günther von Bartensleben, Schlossherr auf der Wolfsburg († 1453)
- Georges Chastellain, flandrischer Dichter und Chronist mittelfranzösischer Sprache († 1475)
- Sophie Holszańska, litauische Prinzessin ruthenischer Herkunft († 1461)
- Stjepan Vukčić Kosača, herzegowinisch-bosnischer Fürst († 1466)
- Gilles de Rais, französischer Adeliger und Serienmörder, Vorbild für Ritter Blaubart († 1440)
- Robertus Valturius, italienischer Schriftsteller († 1475)
- Komparu Zenchiku, japanischer Schriftsteller und Nō-Schauspieler († um 1470)

### Geboren um 1405
- Bernhard von Büderich, deutscher Ordensbruder und Rektor († 1457)
- Cäcilie von Brandenburg, Herzogin von Braunschweig-Wolfenbüttel († 1449)
- Thomas Malory, englischer Autor oder Herausgeber von Le Morte d’Arthur († 1471)
- William Neville, englischer Adeliger und Politiker († 1463)
- Richard Woodville, englischer Adeliger († 1469)

## Gestorben

### Todesdatum gesichert
- 10. Januar: Eleanor Maltravers, englische Adelige (* um 1346)
- 19. Februar: Timur Lenk, mongolischer Eroberer (* 1336)
- 16. März: Margarete III., Gräfin von Flandern, Artois, Nevers, Rethel und der Freigrafschaft Burgund, Herzogin von Burgund (* 1350)
- 26. März: Antonia Visconti, Gräfin von Württemberg (* nach 1350)
- 28. April: Johann Brand, Bremer Ratsherr und Bürgermeister (* um 1340)
- 02. Mai: Philippe de Mézières, französischer Soldat, Diplomat und Schriftsteller (* um 1327)
- 14. Mai: Eckard von Dersch, Bischof von Worms (* um 1324)
- 08. Juni: Thomas Mowbray, englischer Magnat (* 1385)
- 08. Juni: Richard le Scrope, englischer Kirchenfürst (* 1350)
- 26. Juli: Antonio Arcioni, italienischer Bischof und Kardinal
- 22. September: Barnim VI., Herzog zu Wolgast-Demmin und Greifswald (* um 1365)
- 24. September: Prokop, Markgraf von Mähren (* um 1355)
- 11. November: Milica Hrebeljanović, Regentin von Serbien (* um 1335)

### Genaues Todesdatum unbekannt
- November: Kamal ad-Din Muhammad ibn Musa ad-Damiri, arabischer Naturhistoriker und Rechtsgelehrter (* 1344/1349)
- Jefimija, serbische Nonne und Lyrikerin (* 1349)
- Berthold Kerkring, Lübecker Ratsherr
- Marie de Coucy, französische Adelige (* 1366)
- Ala ad-Din at-Tabrizi, Schachspieler aus dem mittleren Osten (* 1369)